# معركة كابترون
معركة كابترون (بالتركية: Pasinler Savaşı)‏، كانت قتالاً بين جيش السلاجقة الأتراك والجيش البيزنطي الجورجي في 10 سبتمبر أو 18 سبتمبر 1048. وكانت هذه المعركة هي بداية فتوحات إبراهيم تبال وقتلمش و(ابن عم السلطان طغرل بك)و أبناء سيد جغري بيك وهم ألب أرسلان وسليمان في الاناضول، حيث انسحب السلاجقة غانمين عدداً كبير من الآسرى و الغنائم، بينهم القائد الجورجي ليباريت الرابع دوق كلديكاري، كما أعتبرت العديد من مصادر العصور الوسطى بأنها هزيمة بيزنطية.

## خلفية
طلب الإمبراطور قسطنطين التاسع مساعدة من الدوق الجورجي ليباريت الرابع حاكم كلديكاري (الذي ساعده البيزنطيون من قبل في صراعه ضد الملك الجورجي باغرات الرابع) من أجل الاتحاد ضد السلجوقيين المتقدمين؛ لكنه أمر إستراتيجية دفاعية حتى وصول التعزيزات الجورجية.

## معركة
سبقت المعركة التدمير الكامل لمدينة أرتز، وهو مركز تجاري نابض بالحياة في ثيمة إيبيريا الذي تديره بيزنطة (بالقرب من أرضروم الحديثة، تركيا)، من قبل قوات السلاجقة. التقى الجيش البيزنطي الجورجي المكون من 50000، بقيادة آرون، كاتاكالون كيكومينوس وليباريت بالسلاجقة في كابيترو (أو: مدينة باسينلر الحديثة بمحافظة أرضروم).
بدأت المعركة بعد غروب الشمس واستمرت طوال الليل حتى ساعة الصباح، وفي معركةَ شرسة ليلياَ، تمكن الحلفاء المسيحيون من صد الأتراك، وطارد آرون وكيكومينوس، بقيادة الجناحين، الأتراك حتى الفجر. استخدم السلاجقة تكتيك جيش السهوب المختلف تمامًا عن الذي تستخدمه الجيوش البيزنطية حتى ذلك الحين. وبدأت الاشتباكات مع هجوم لسلاح الفرسان السلجوقي الخفيف على جميع الجبهات ودخلوا في حرب متقاربة شديدة الضراوة. صد الجنرالات والقوات البيزنطية في كلا الجناحين الجيش السلجوقي. لكن الجناح الأوسط تكبد الهزيمة أمام السلاجقة و أُسر قائدهم (ليباريت)، وهي حقيقة لم يتم إبلاغ القائدين البيزنطيين إلا بعد أن شكروا الله على انتصارهم المُزيّف. ومع ذلك، تمكن إبراهيم تبال من مغادرة المنطقة البيزنطية بأمان، مُحملاَ بعدد كبير من الغنائم والأسرى، وأُرسل الإمبراطور فيما بعد فدية إلى طغرل بك الذي رفضها، لكن أطلق سراح ليباريت بشرط ألا يحارب السلاجقة مرة أخرى.

## آثار المعركة
تشير المصادر الإسلامية بأن المعركة قدمت نموذجاً للجهاد يحتذى به، للتأكيد على نجاح الحملة في الوصول إلى عمق الأراضي البيزنطية و بمسيرة 15 يومًا فقط من القسطنطينية - وكمية الغنائم والأسرى الذين تم الاستيلاء عليهم. تم الإعلان عن هذه النجاحات على نطاق واسع، والتي ساعدت الدولة السلجوقية الناشئة في الكثير من الأمور أبرزها: حمل عباءة الجهاد ضد عدو الإسلام القديم إلى إضفاء الشرعية على السلاجقة المبتدئين وعزز موقفهم بأنهم القوة البارزة في العالم الإسلامي، ولا سيما في دورهم المختار بصفتهم أبطال العقيدة السنية ضد الدولة الفاطمية الشيعية، وكان من أهدافهم تنفيذ استراتيجيتهم لتوطين المهاجرين التركمان في الأناضول لأول مرة.
كان الدمار الذي خلفته غارة السلاجقة مخيف لدرجة أن رجل الأعمال البيزنطي أوستاثيوس بويلاس وصف، في عام 1052/1051، تلك الأراضي بأنها «كريهة وغير قابلة للإدارة ... يسكنها الثعابين والعقارب والوحوش البرية». يذكر المؤرخ العربي ابن الأثير أن إبراهيم عاد بـ 100.000 أسير وغنيمة ضخمة محملة على ظهور عشرة آلاف من الإبل (ولكن هذه الأرقام فيها شيء من المبالغة).